# Джордж Істгем
Джордж Істгем (англ. George Eastham, 23 вересня 1936, Блекпул — 20 грудня 2024) — англійський футболіст, півзахисник. По завершенні ігрової кар'єри — футбольний тренер.
Як гравець насамперед відомий виступами за клуби «Ньюкасл Юнайтед», «Арсенал» та «Сток Сіті», а також за національну збірну Англії.
У складі збірної — чемпіон світу.

## Клубна кар'єра
У дорослому футболі дебютував 1953 року виступами за команду північноірландського клубу «Ардс», у якій провів три сезони, взявши участь лише у 1 матчі чемпіонату.
Своєю грою за цю команду привернув увагу представників тренерського штабу клубу «Ньюкасл Юнайтед», до складу якого приєднався у 1956 році. Відіграв за команду з Ньюкасла наступні чотири сезони своєї ігрової кар'єри. Більшість часу, проведеного у складі «Ньюкасл Юнайтед», був гравцем основного складу команди.
У 1960 році уклав контракт з клубом «Арсенал», у складі якого провів наступні шість років своєї кар'єри гравця. Граючи у складі лондонського «Арсенала» також здебільшого виходив на поле в основному складі команди.
У 1966 році перейшов до клубу «Сток Сіті», за який відіграв 7 сезонів. Тренерським штабом нового клубу також розглядався як гравець «основи». Завершив професійну кар'єру футболіста виступами за команду «Сток Сіті» у 1973 році.

## Виступи за збірну
У 1963 році дебютував в офіційних матчах у складі національної збірної Англії. Протягом кар'єри у національній команді, яка тривала 4 роки, провів у формі головної команди країни 19 матчів, забивши 2 голи.
У складі збірної був учасником чемпіонату світу 1962 року у Чилі, чемпіонату світу 1966 року в Англії, здобувши того року титул чемпіона світу.

## Кар'єра тренера
Розпочав тренерську кар'єру, повернувшись до футболу після невеликої перерви, у 1977 році, очоливши тренерський штаб клубу «Сток Сіті». Досвід тренерської роботи обмежився цим клубом.

## Титули і досягнення
- Володар Кубка Футбольної ліги (1):

«Сток Сіті»: 1971-1972
Збірні
- Чемпіон світу (1):

1966